# Tratado de Madrid (1795)

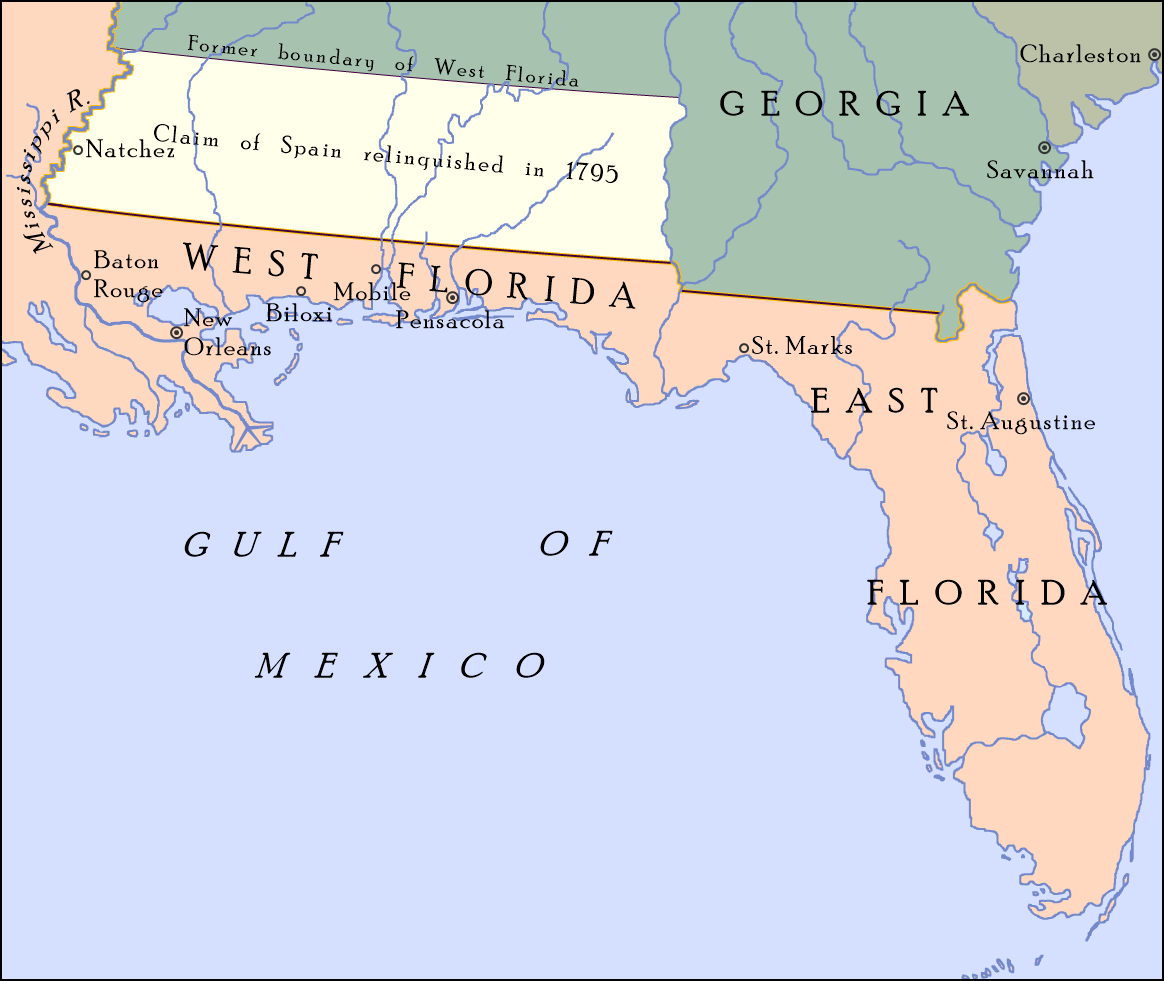
Fronteira dos Estados Unidos com a Flórida espanhola

O Tratado de Madrid, também conhecido como Tratado de Pinckney ou Tratado de San Lorenzo, foi assinado em San Lorenzo de El Escorial no dia 27 de outubro de 1795, e estabeleceu as intenções de amizade entre os Estados Unidos e a Espanha. Também definiu as fronteiras entre os Estados Unidos e as colônias espanholas e garantiu ao governo do país americano os direitos de navegação no rio Mississippi. O título completo do tratado é Tratado de Amizade, Limites e Navegação entre a Espanha e os Estados Unidos. Thomas Pinckney negociou o tratado pelos Estados Unidos e Don Manuel de Godoy representou a Espanha.

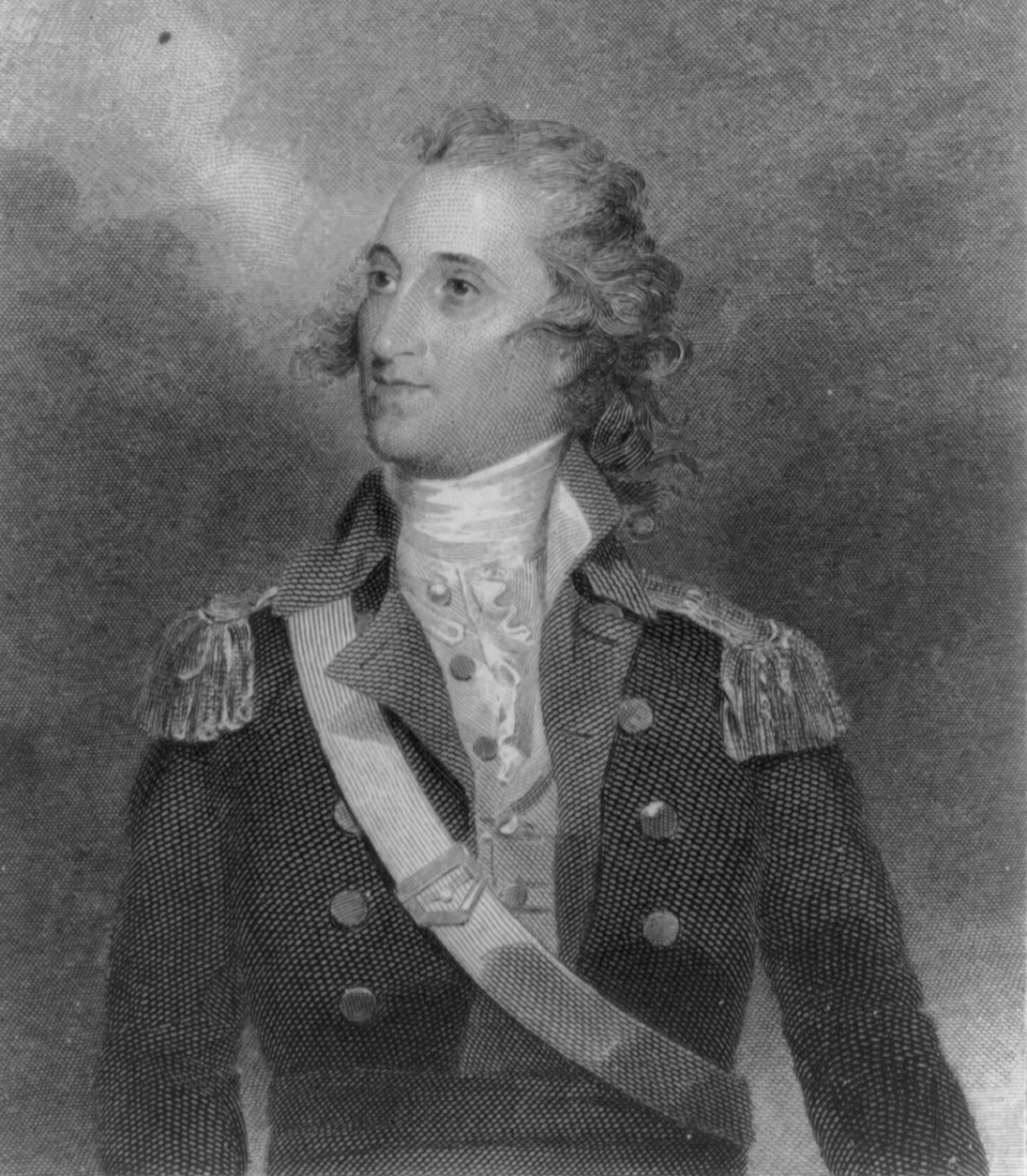
Thomas Pinckney

O tratado foi apresentado ao Senado dos Estados Unidos em 26 de fevereiro de 1796, e, após ser debatido por várias semanas, foi ratificado no dia 7 de março do mesmo ano. Foi ratificado pela Espanha em 25 de abril, data em que ambas as ratificações foram trocadas. O tratado foi proclamado em 3 de agosto daquele ano.

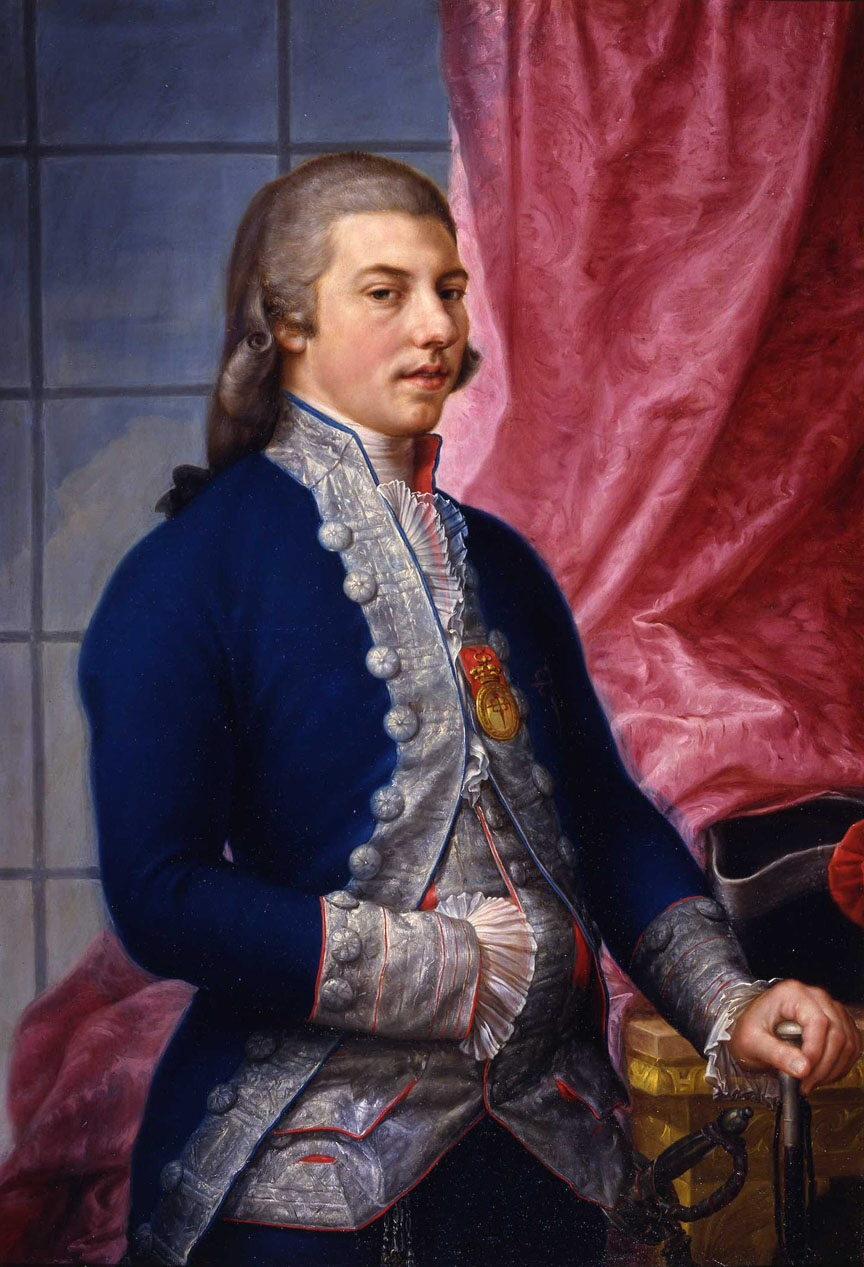
Manuel Godoy

Pelos termos do tratado, ambos os países concordavam que a fronteira sul dos Estados Unidos com as colônias espanholas da Flórida Ocidental e da Flórida Oriental seria uma linha imaginária, que começava no rio Mississippi, no 31º grau de latitude norte, rumo ao leste, até o rio Chattahoochee, e daí seguindo pelo meio do rio até a junção com o rio Flint, de onde seguia diretamente às nascentes do Rio St. Marys, e daí, pelo meio do canal até o oceano Atlântico. Esta também é a descrição da fronteira entre os estados atuais da Flórida e da Geórgia, e da linha que divide o norte da região chamada de Florida Panhandle com a porção do estado da Louisiana que está a leste do Mississippi. (A linha deixa de ser uma fronteira do rio Pearl até o rio Perdido, para proporcionar porto marítimos aos estados do Mississippi e do Alabama.)
Esta fronteira estava em disputa desde que o britânicos decidiram expandir o território das colônias da Flórida, enquanto estes estavam em seu poder. A fronteira havia sido deslocada do 31º grau de latitude norte para uma linha traçada a leste da junção do rio Yazoo e o Mississippi, a atual localidade de Vicksburg. Depois da Guerra Revolucionária Americana, a Espanha passou a reclamar a fronteira no dia em que o Tratado de Paris havia sido assinado, enquanto os Estados Unidos insistiam na fronteira antiga.
O tratado fez com que os dois países estudassem em conjunto as linhas fronteiriças, e Andrew Ellicott serviu como chefe do grupo de pesquisa dos Estados Unidos. O tratado estabeleceu a fronteira ocidental dos Estados Unidos, separando-os da Colônia Espanhola da Louisiana pelo rio Mississippi, da fronteira norte do país até o 31º grau de latitude norte, colocando as terras das nações indígenas Chickasaw e Choctaw dentro da nova fronteira norte-americana. Os países concordaram também em não incitar as tribos nativas à guerra. Anteriormente, os espanhóis vinham fornecendo armas às tribos locais por muitos anos. A Espanha e os Estados Unidos também concordaram em proteger mutuamente seus navios em qualquer lugar dentro de suas jurisdições, e não deter ou fazer embargos contra cidadãos e naus do outro. O tratado garantiu também a navegação de ambos os países por toda a extensão do rio Mississippi. O território cedido pela Espanha neste tratado foi transformado pelos Estados Unidos no Território do Mississippi, em 1798.